# Tadzjikistan op de Olympische Zomerspelen 2024
Tadzjikistan nam deel aan de Olympische Zomerspelen 2024 in Parijs, Frankrijk.

## Medailleoverzicht
| Medaille | Naam               | Sport  | Onderdeel        | Datum           |
| -------- | ------------------ | ------ | ---------------- | --------------- |
| Brons    | Somon Makhmadbekov | Judo   | -81kg (m)        | 30 juli 2024    |
| Brons    | Temur Rakhimov     | Judo   | +100kg (m)       | 2 augustus 2024 |
| Brons    | Davlat Boltaev     | Boksen | zwaargewicht (m) | 4 augustus 2024 |

## Aantal deelnemers
Hieronder volgt een overzicht van de atleten die deelnemen aan de Olympische Zomerspelen van 2024.
| Sport     | Mannen | Vrouwen | Totaal |
| --------- | ------ | ------- | ------ |
| Atletiek  | 1      | 0       | 1      |
| Boksen    | 2      | 1       | 3      |
| Judo      | 6      | 0       | 6      |
| Taekwondo | 0      | 1       | 1      |
| Worstelen | 1      | 0       | 1      |
| Zwemmen   | 1      | 1       | 2      |
| Totaal    | 11     | 3       | 14     |

## Deelnemers en resultaten

### Atletiek

#### Loopnummers
Mannen
| Atleet           | Onderdeel | Voorronde | Voorronde | Series         | Series         | Herkansingen | Herkansingen | Halve finale   | Halve finale   | Finale         | Finale         |
| Atleet           | Onderdeel | Tijd      | Rang      | Tijd           | Rang           | Tijd         | Rang         | Tijd           | Rang           | Tijd           | Rang           |
| ---------------- | --------- | --------- | --------- | -------------- | -------------- | ------------ | ------------ | -------------- | -------------- | -------------- | -------------- |
| Favoris Muzrapov | 100 m     | 10,60     | 3         | Niet geplaatst | Niet geplaatst | n.v.t.       | n.v.t.       | Niet geplaatst | Niet geplaatst | Niet geplaatst | Niet geplaatst |

### Boksen
Mannen
| atleet           | onderdeel    | eerste ronde         | tweede ronde          | kwartfinale          | halve finale         | finale               | rang           |
| atleet           | onderdeel    | tegenstander uitslag | tegenstander uitslag  | tegenstander uitslag | tegenstander uitslag | tegenstander uitslag | rang           |
| ---------------- | ------------ | -------------------- | --------------------- | -------------------- | -------------------- | -------------------- | -------------- |
| Bakhodur Usmonov | lichtgewicht | Rosenov V 0 - 5      | niet geplaatst        | niet geplaatst       | niet geplaatst       | niet geplaatst       | niet geplaatst |
| Davlat Boltaev   | zwaargewicht | bye                  | Kushitashvili W 3 - 2 | Marley W 4 - 1       | Mullojonov V 1 - 4   | niet geplaatst       | Brons          |

Vrouwen
| atleet           | onderdeel    | eerste ronde         | tweede ronde         | kwartfinale          | halve finale         | finale               | rang           |
| atleet           | onderdeel    | tegenstander uitslag | tegenstander uitslag | tegenstander uitslag | tegenstander uitslag | tegenstander uitslag | rang           |
| ---------------- | ------------ | -------------------- | -------------------- | -------------------- | -------------------- | -------------------- | -------------- |
| Mijgona Samadova | vedergewicht | Mendoza V 2 - 3      | niet geplaatst       | niet geplaatst       | niet geplaatst       | niet geplaatst       | niet geplaatst |

### Judo
Mannen
| atleet                  | onderdeel | eerste ronde         | tweede ronde             | derde ronde          | kwartfinale             | halve finale         | herkansing             | finale / BM          | finale / BM    |
| atleet                  | onderdeel | tegenstander uitslag | tegenstander uitslag     | tegenstander uitslag | tegenstander uitslag    | tegenstander uitslag | tegenstander uitslag   | tegenstander uitslag | rang           |
| ----------------------- | --------- | -------------------- | ------------------------ | -------------------- | ----------------------- | -------------------- | ---------------------- | -------------------- | -------------- |
| Nurali Emomali          | −66 kg    | n.v.t.               | bye                      | Smailov W 01 - 00    | Abe V 00 - 10           | niet geplaatst       | Bunčić V terugtrekking | niet geplaatst       | niet geplaatst |
| Behruzi Khojazoda       | −73 kg    | n.v.t.               | Margelidon V 01 - 00     | niet geplaatst       | niet geplaatst          | niet geplaatst       | niet geplaatst         | niet geplaatst       | niet geplaatst |
| Somon Makhmadbekov      | −81 kg    | bye                  | Badawi W 10 - 00         | de Wit W 01 - 00     | Grigalashvili V 00 - 01 | niet geplaatst       | Boltaboev W 10 - 00    | Esposito W 10 - 00   | Brons          |
| Komronshokh Ustopiriyon | −90 kg    | n.v.t.               | Mosakhlishvili V 10 - 00 | niet geplaatst       | niet geplaatst          | niet geplaatst       | niet geplaatst         | niet geplaatst       | niet geplaatst |
| Dzhakhongir Madzhidov   | -100 kg   | n.v.t.               | Diesse V 00 - 10         | niet geplaatst       | niet geplaatst          | niet geplaatst       | niet geplaatst         | niet geplaatst       | niet geplaatst |
| Temur Rakhimov          | +100 kg   | n.v.t.               | bye                      | Abranov W 10 - 01    | Yusupov W 11 - 01       | Riner V 00 - 10      | bye                    | Granda W 01 - 00     | Brons          |

### Taekwondo
Vrouwen
| atleet              | onderdeel | kwalificatie         | eerste ronde         | kwartfinale          | halve finale         | herkansing           | finale / BM          | finale / BM    |
| atleet              | onderdeel | tegenstander uitslag | tegenstander uitslag | tegenstander uitslag | tegenstander uitslag | tegenstander uitslag | tegenstander uitslag | rang           |
| ------------------- | --------- | -------------------- | -------------------- | -------------------- | -------------------- | -------------------- | -------------------- | -------------- |
| Munira Abdusalomova | +67 kg    | n.v.t.               | Laurin V 0 - 2       | niet geplaatst       | niet geplaatst       | Brandl V 0 - 2       | niet geplaatst       | niet geplaatst |

### Worstelen

#### Vrije stijl
Mannen
| atleet          | onderdeel | eerste ronde           | kwartfinale          | halve finale         | herkansing           | finale / BM          | finale / BM |
| atleet          | onderdeel | tegenstander uitslag   | tegenstander uitslag | tegenstander uitslag | tegenstander uitslag | tegenstander uitslag | rang        |
| --------------- | --------- | ---------------------- | -------------------- | -------------------- | -------------------- | -------------------- | ----------- |
| Viktor Rassadin | −50 kg    | Kougioumtsidis W 8 - 2 | Feng L W 7 - 4       | Jamalov V 2 - 8      | bye                  | Valiev V 2 - 6       | 5           |

### Zwemmen
Mannen
| atleet              | onderdeel       | series | series | halve finale   | halve finale   | finale         | finale         |
| atleet              | onderdeel       | tijd   | rang   | tijd           | rang           | tijd           | rang           |
| ------------------- | --------------- | ------ | ------ | -------------- | -------------- | -------------- | -------------- |
| Fakhriddin Madkamov | 50 m vrije slag | 26,23  | 56     | niet geplaatst | niet geplaatst | niet geplaatst | niet geplaatst |

Vrouwen
| atleet                | onderdeel       | series | series | halve finale   | halve finale   | finale         | finale         |
| atleet                | onderdeel       | tijd   | rang   | tijd           | rang           | tijd           | rang           |
| --------------------- | --------------- | ------ | ------ | -------------- | -------------- | -------------- | -------------- |
| Ekaterina Bordachyova | 50 m vrije slag | 28,85  | 53     | niet geplaatst | niet geplaatst | niet geplaatst | niet geplaatst |